# Lysinema pentapetalum
Lysinema pentapetalum là một loài thực vật có hoa trong họ Thạch nam. Loài này được R.Br. mô tả khoa học đầu tiên năm 1810.